# Maria Malloni
Maria Malloni, även känd som 'Cecilia Malloni', född 1599, död efter 1627, var en italiensk skådespelare och poet. 
Hon var dotter till skådespelaren Virginia Malloni och syster till Andrea Malloni. 
Hon omtalas först 1616, och var från 1619 verksam hos Flaminio Scala i Confidenti, som uppträdde i Lucca och Florens under beskydd av Giovanni de' Medici. Hon ska ha engagerats för att ersätta Salomè "Valeria" Antonazzoni Austoni, och kom att bli ett av sällskapets största attraktioner. 
Hon specialiserade sig på jungfruliga roller och omtalades år 1627 som scenens främsta skådespelerska. Omtalad var hennes rivalitet med Marina Dorotea Antonazzoni. 
Hon skrev också poesi. 